# Amrita
Pour les articles homonymes, voir Amrit.

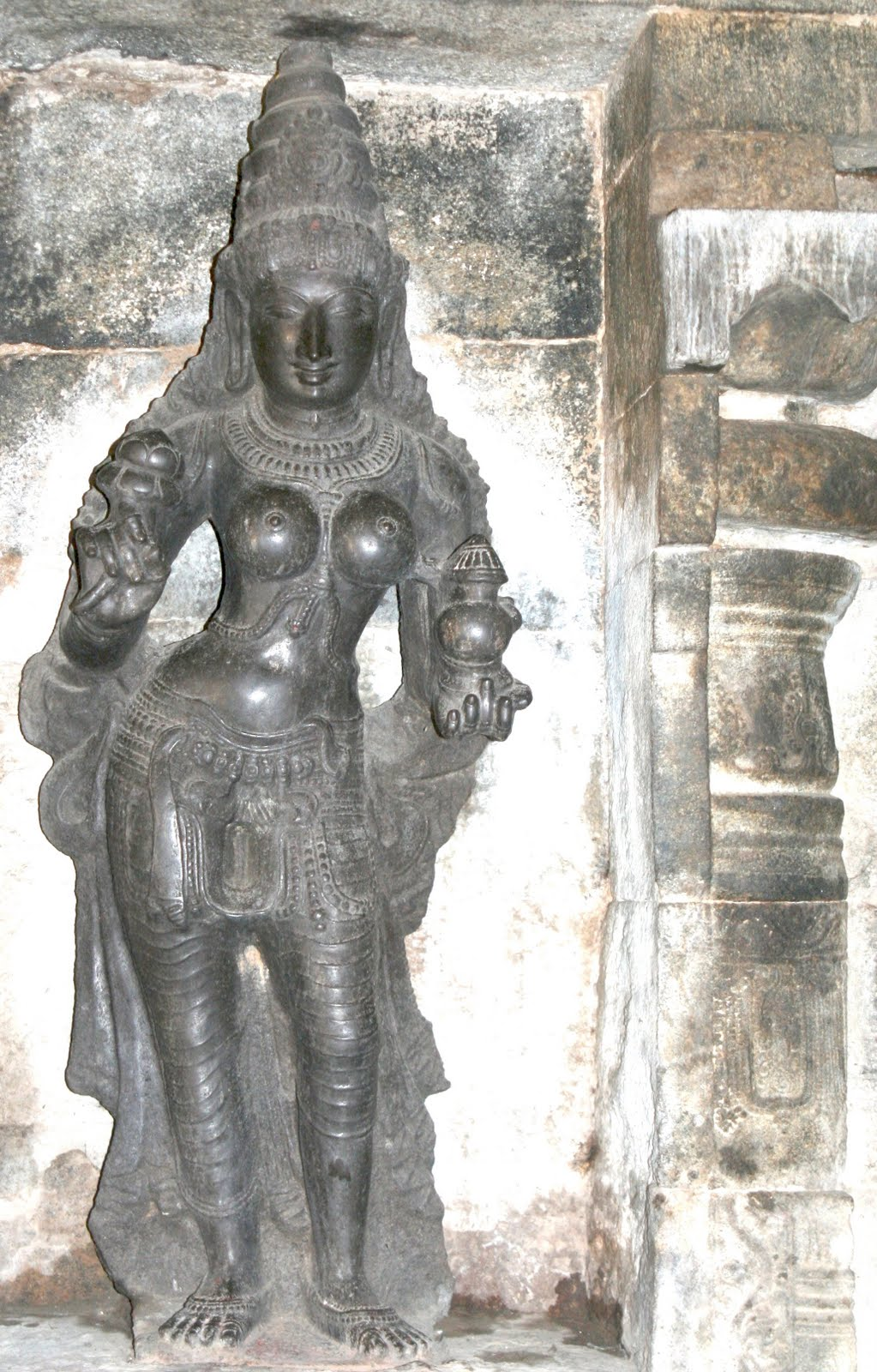
Mohini, incarnation féminine de Vishnou, portant l'amrita, qu'elle distribue aux dieux, mais pas aux démons (Darasuram, Tamil Nadu).

L'amrita ou amrit (sanskrit : अमृत; pendjabi : ਅੰਮ੍ਰਿਤ; tibétain : བདུད་རྩི་, Wylie : bdud rtsi.) est, dans le monde indien, un nectar d'immortalité comparable à l'ambroisie. Elle est la boisson des deva, les dieux de l'hindouisme qui leur a donné l'immortalité. Amrita ou amrit signifie littéralement en sanskrit « non-mort » ; de « a » privatif exprimant la négation et de « mrit » ou « mrita », mort. Le terme est généralement traduit par « nectar d'immortalité ». Amrita est utilisé dans les Védas pour désigner le soma, une boisson hallucinogène utilisée dans certains rites.
Il s'agirait d'une substance sécrétée par la glande pinéale, lors des phases de méditation profonde telle que le samādhi pour l'humain ; cependant les dieux hindous ont eu aussi leur amrit.[réf. nécessaire]
D'après Arthur Gobineau, l'amrit est tiré du homa. « Le homa est une plante qui croît dans le Turkestan actuel, l'ancienne Sogdiane, la Bactriane, et dans les régions situées plus au nord, séjour primitif des Arians. On en trouve aussi sur les montagnes du Kerman. La botanique la connaît sous le nom de  sarcosmeta viminalis. Lorsqu'on en mêle les tiges ou pousses pulvérisées au lait caillé, à la farine d'orge ou à une céréale appelée par les Hindous « nivara » ou « trinadhanya » , qui pourrait être du riz sauvage, et qu'on laisse ensuite fermenter le liquide qu'on en extrait, on obtient un breuvage fort et enivrant, considéré comme sain, nutritif et propre à donner à la fois de l'énergie et de la durée à la vie; c'est d'après cette idée que les dieux du panthéon hindou, grands amateurs du soma ou amrita, se réjouissent d'en faire usage. »

## Une légende de l'hindouisme
L'amrit illustre le mythe du Barattage de la mer de lait, selon lequel les dieux, à cause d'une malédiction du sage Durvasa, perdirent leur immortalité. Ils barattèrent alors la mer de lait pour en extraire le nectar d'immortalité. Une fois celui-ci trouvé et bu, il leur permit de regagner leur immortalité et de défaire les démons, notamment grâce à Vishnou qui les avait éloignés pour qu'ils ne puissent pas eux aussi en consommer.

## Dans le sikhisme
L'amrit est le nom de l'eau bénite utilisé lors de la cérémonie de baptême (connue sous le nom d’Amrit Sanskar ou Amrit Chhakhna). Cette cérémonie permet l'entrée des sikhs dans la fraternité Khalsa. Elle nécessite de boire cet amrit. L'eau est préparée en y dissolvant divers ingrédients, dont du sucre, puis en les mélangeant avec une épée Khaṇḍā, tout en récitant cinq banis (chants) sacrés.

## Dans le bouddhisme
L'amrita est associé au vimoksha: la libération, dans le bouddhisme. le terme est même parfois utilisé comme épithète de nirvana. De par sa douceur il est utilisé comme comparaison aux enseignement du Bouddha, comme dans l'expression : « une douce (amrita) pluie de dharma ».
L'amrita, sous son nom tibétain de dutsi, illustre également un mythe du bouddhisme tibétain, selon lequel, lorsque le monstre Rahu fut terrassé par Vajrapāņi, son sang coula sur la surface de la terre, y faisant pousser diverses sortes de plantes médicinales, qui sont aujourd'hui utilisées pour préparer le dutsi.

## Une technique yoguique
[réf. nécessaire] Le yogi en état de méditation profonde, dhyāna ou samādhi, serait en mesure de sécréter, puis de provoquer par un mouvement particulier de la langue retournée contre le palais, l'écoulement de l′amrita dans sa gorge. Ce mouvement ou mudrā, appelé Khecarī Mudrā nécessiterait pour être réalisé que le frein situé sous la langue soit coupé, libérant ainsi plus largement la langue. L′amrita donnerait alors l'immortalité.

### Articles liés
- Amitāyus
- Mohini
- Glossaire de la mythologie et de l'iconographie hindoues